# Beatrix von Kastilien (1293–1359)

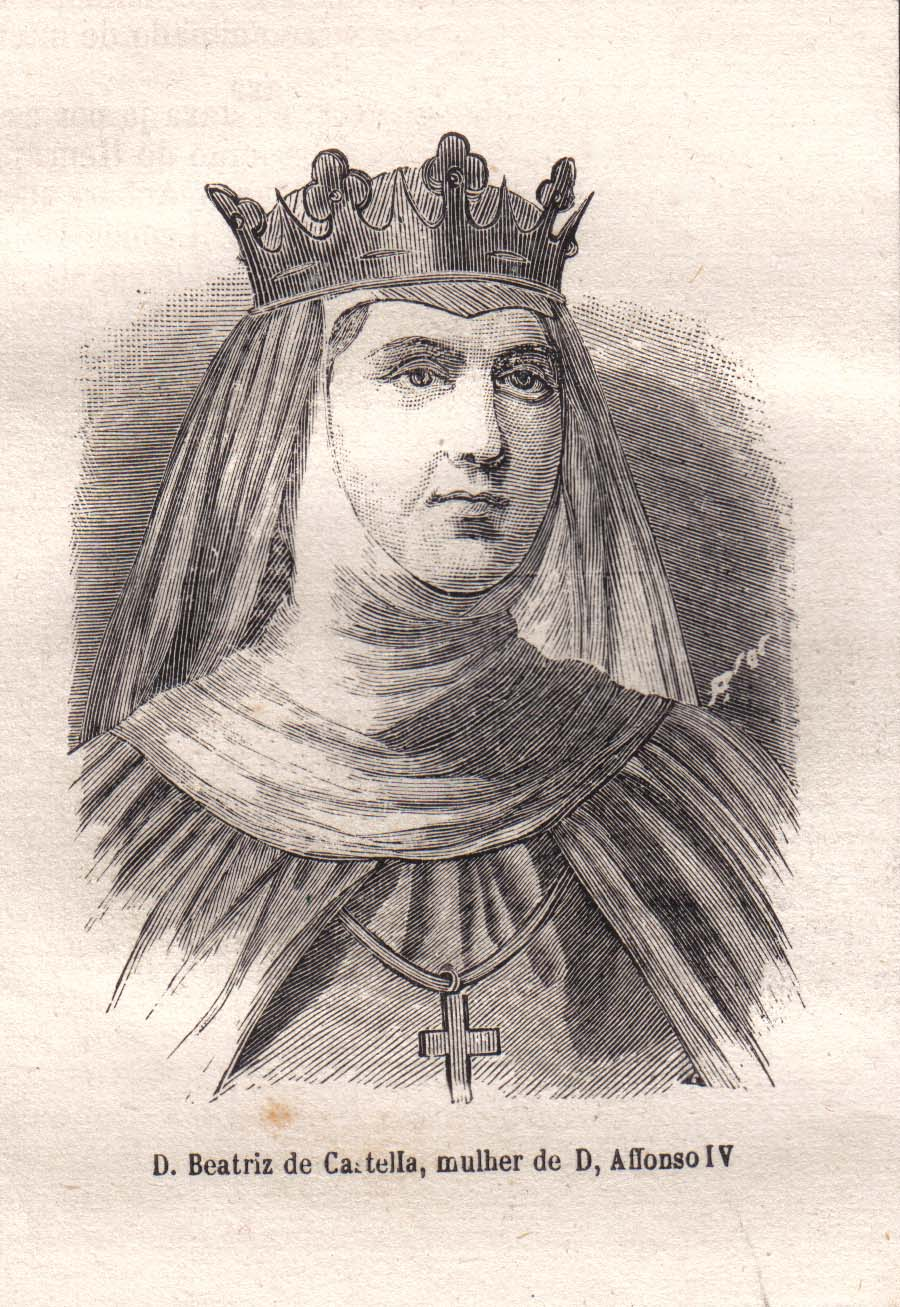
Beatrix von Kastilien (1293–1359)

Beatrix von Kastilien (* 1293; † 25. Oktober 1359) war eine Prinzessin von Kastilien und von 1325 bis 1357 Königin von Portugal.
Beatrix wurde als Tochter des Königs Sancho IV., des Tollkühnen, geboren. Sie hatte sechs Geschwister, darunter König Ferdinand IV. von Kastilien und Herzogin Elisabeth von der Bretagne, die Ehefrau Herzogs Johann III.
1309 heiratete sie den portugiesischen Thronfolger, und als dieser 1325 als Alfons IV. den Thron bestieg, wurde sie Königin von Portugal (als Ehefrau, nicht als Herrscherin eigenen Rechts).
Sie ist nicht zu verwechseln mit Beatrix von Kastilien (1242–1303), einer Halbschwester ihres Vaters, die als Ehefrau von Alfons III. von 1253 bis 1279 ebenfalls Königin von Portugal war.

## Nachkommen
Beatrix von Kastilien hatte mit Alfons IV. sieben Kinder:
- D. Maria (1313–1357), ⚭ 1328 König Alfons XI. von Kastilien
- D. Afonso (* 1315; als Kind verstorben)
- D. Diniz (1317–1318)
- D. Peter I. (1320–1367)
- D. Isabel (21. Dezember 1324–11. Juli 1326)
- D. João (23. September 1326–21. Juli 1327)
- D. Leonor (1328–Oktober 1348), ⚭ 1347 König Peter IV. von Aragonien

| Vorgängerin                    | Amt                            | Nachfolgerin             |
| ------------------------------ | ------------------------------ | ------------------------ |
| Heilige Elisabeth von Portugal | Königin von Portugal 1325–1357 | Leonore Teles de Menezes |

| Personendaten    | Personendaten                                                  |
| ---------------- | -------------------------------------------------------------- |
| NAME             | Beatrix von Kastilien                                          |
| KURZBESCHREIBUNG | Prinzessin von Kastilien, Königin von Portugal (1325 bis 1357) |
| GEBURTSDATUM     | 1293                                                           |
| STERBEDATUM      | 25. Oktober 1359                                               |